# Raymond Bamberger
Pour les articles homonymes, voir Bamberger.
 (octobre 2019).
Raymond Bamberger, né le 9 mai 1893, à Paris et mort le 21 octobre 1950, dans la même ville, est un aviateur de la Première Guerre mondiale où il obtient la Légion d'honneur. Pratiquant le polo, il intègre en 1924 l'équipe de France avec laquelle il participe au tournoi des Jeux olympiques de Paris.

## Biographie
Raymond, Henri, Arthur, Marie Bamberger est né le 9 mai 1893, au domicile de ses parents au 22 avenue des Champs Élysées.
Il est le fils de Auguste Bamberger et de Jeanne de Moracin de Ramouzens. Devenu orphelin de père et mère, sa sœur et lui sont éduqués par leur grand-père, Henri Bamberger, l'un des fondateurs de la Banque de Paris et des Pays Bas.
Les Consorts Bamberger héritent du No 14 rond-point des Champs-Elysées, qui abritera plus tard Le Figaro. Il est un membre de nombreux cercles et du Tout-Paris.

### Jeunesse sportive
Dès son plus jeune âge, Raymond Bamberger participe à des jeux au Cercle du bois de Boulogne en 1901 ou dans les villes normandes. Avant la Grande Guerre, il remporte de nombreux concours hippiques en France. En 1912, à la suite de l'union de sa sœur Yvonne, avec le comte Robert de Toulouse-Lautrec, ils sillonnent tous trois l'hexagone et s'adonnent à leur passion commune : le cheval.
Raymond Bamberger pratique également le tir aux pigeons, l'escrime.

### 1914 - 1918
En raison d'une mauvaise chute de cheval, lors d'un concours en Belgique, il est ajourné de service militaire et différé en fin d'année. La mobilisation générale sonne alors qu'il se rétablit. Il s'engage volontaire à la mairie du 5e arrondissent de Paris en août 1914. Il devient pilote d'aviation en 1915 et reçoit plusieurs citations militaires. Détaché à l'escadrille SPA 75, il est cité à l'ordre de l'Armée « après avoir abattu le 30 juillet 1918, en bordure des lignes françaises, un monoplan qui survolait sa patrouille ». Il est décoré de la Légion d'honneur à titre militaire en janvier 1919.
En 1912, Raymond, âgé de 18 ans, avait accueilli dans son château d'Hénonville le commandant Julien Felix, aviateur de la campagne du Maroc.

### Aux Jeux olympiques de 1924
Dès sa démobilisation, Raymond retrouve l'hôtel Bamberger de l'Avenue des Champs-Élysées. Yvonne, sa sœur et lui en sont devenus les héritiers après la disparition prématurée de leurs parents et celle de leurs aïeux, Henri Bamberger en 1908 et Amélie de Hirsch en 1915. Les consorts Bamberger évoluent en concours hippiques, ils sont propriétaires de nombreux chevaux élevés dans leurs haras respectifs.
Raymond Bamberger embrasse une nouvelle carrière sportive : le polo. Il est inscrit au Cercle de Bagatelle.
De 1920 à 1927 il est présent sur tous les tournois en France et à l'étranger. En 1923, l'équipe de France de polo est reconstituée (essai préalable en août 1922 à Deauville). En raison de nombreuses défections, l'équipe est largement modifiée, avec les nombreux joueurs « mort pour la France » ou blessés de guerre. Jeune joueur de polo reconnu, Raymond Bamberger intègre cette sélection à l'âge de 30 ans.
Raymond Bamberger est l'un des huit sélectionnés pour les Jeux olympiques de 1924 à Paris, également composée de Comte Pierre de Jumilhac - Jules François Macaire - Comte Charles de Polignac - Hubert de Montbrison - Comte Jean Pastré - Comte Jean de Polignac - Baron Robert de Rothschild. Il fait partie de la reserve. Il doit remplacer l'attaquant Pierre de Jumilhac pour le match Argentine - France du 2 juillet 1924 sur le terrain de Bagatelle.
L'équipe d'Argentine remporte la médaille d'or de ce tournoi olympique avec 45 points, devançant les États-Unis et la Grand-Bretagne. La France termine cinquième, derrière l'Espagne.

## Raymond Bamberger, bienfaiteur
Il poursuit les dons aux Œuvres comme son grand-père Henri Bamberger.